# V-Disc
V-Disc ("V" por la popular señal de la victoria utilizada durante la Segunda Guerra Mundial) fue un sello discográfico que se formó en 1943 para proporcionar discos al personal militar estadounidense. El capitán Robert Vincent supervisó la iniciativa desde la división de Servicios Especiales.
Muchos cantantes populares, big bands y orquestas grabaron para V-Disc.

## Historia
Bajo el liderazgo de James Caesar Petrillo, la Federación Estadounidense de Músicos (AFM) participó en la huelga de músicos de 1942-1944, en la que se vetó grabar en cuatro grandes compañías. El 27 de octubre de 1943, George Robert Vincent convenció a Petrillo de que permitiera que los músicos del sindicato grabaran discos para los soldados, siempre que no se pudieran vender y se destruyeran los másteres. Los músicos que tenían contratos con diferentes sellos discográficos ahora podían grabar juntos para esta empresa sin fines de lucro. Un grupo formado por Louis Armstrong, Coleman Hawkins y Art Tatum grabó conciertos que se lanzaron como V-Discs. El Capitán Vincent dirigió el programa desde la División de Servicios Especiales, y la elección de los artistas y del repertorio estuvieron a cargo de Steve Scholes y Walt Heebner (ambos de RCA Victor), Morty Palitz (de Decca Records) y Tony Janak (de Columbia Records). El programa comenzó para el Ejército, pero pronto se produjo música para la Marina y para los Marines.
Muchos V-Disc contenían introducciones habladas, protagonizadas por líderes de bandas y músicos que deseaban buena suerte y pronunciaban oraciones para los soldados. Glenn Miller, en diciembre de 1943, presentó un disco con estas palabras: "Este es el capitán Glenn Miller hablando para la Orquesta del Comando de Entrenamiento de la Fuerza Aérea del Ejército y esperamos que ustedes, soldados de las fuerzas aliadas, disfruten de estos V-Disc que estamos haciendo solo para ustedes". La serie Jubilee, presentada por el comediante Ernie "Bubbles" Whitman, estaba destinada para los militares negros. Las bromas entre Whitman y los invitados a veces se aventuraban en humor subido de tono y racial, incluido con el uso del término de jerga "ofay" para referirse a los blancos. Además de una ventana a los estilos de entretenimiento negros, la serie Jubilee recopiló el desarrollo de la música swing en la cúspide del bebop. Las grabaciones de discos V se han convertido en fuentes documentales importantes sobre el trabajo de la Orquesta de Billy Eckstine y de los International Sweethearts of Rhythm. La "V" significa "Victoria", aunque Vincent afirmaba que la "V" significa "Vincent".
El programa V-Disc terminó en 1949. Se destruyeron los másteres de audio y las matrices. Los V-Disc sobrantes en las bases y en los barcos fueron desechados. En algunas ocasiones, el FBI y la Oficina del Provost Marshal confiscaron y destruyeron lotes de V-Disc que los militares habían llevado de contrabando hasta los Estados Unidos. Un empleado de una compañía discográfica de Los Ángeles cumplió una pena de prisión por la posesión ilegal de más de 2500 V-Disc.

## Lecturas relacionadas
- Sears, Richard S. V-Discs: A History and Discography. Westport, Connecticut, The Greenwood Press, 1980.
- Sears, Richard S. V-Discs: The First Supplement. Greenwood Press, 1986. ISBN 0-313-25421-4